# 캐서린 워터스턴
캐서린 워터스턴(영어: Katherine Waterston, 1980년 3월 3일 ~ )은 미국의 배우이다. 워터스턴은 2007년 영화 《마이클 클레이튼》를 통해 장편 영화 데뷔를 했다. 그녀는 영화 《로봇 앤 프랭크》, 《빙 플린》(2012), 《엘리노어 릭비》(2013)을 포함한 여러 영화의 조연을 맡았고, 폴 토머스 앤더슨 감독의 영화 《인히어런트 바이스》(2014)의 샤스타 페이 헵워스 역할으로 주연을 맡았다. 2015년 그녀는 《스티브 잡스》에서 크리산 브레넌 역할을 연기했다. 해리 포터 시리즈의 프리퀄 영화 《신비한 동물사전》에서 티나 골드스틴 역할과 또 리들리 스콧 감독의 1979년 에일리언의 프리퀄 영화 《에이리언: 커버넌트》에서 다니엘스 역할로 출연했다.

## 성장 과정
워터스턴은 잉글랜드 런던 웨스트민스터에서 태어났다. 아버지는 오스카상 지명 배우 샘 워터스턴이며, 어머니는 전직 모델인 린 루이자 (결혼 전 성씨는 우드러프)이다. 미국인의 부모가 웨스트민스터에서 일할 당시 캐서린이 태어났다. 자매 엘리자베스는 배우이며, 형제 그레이엄은 감독이다. 이복 오빠인 제임스 워터스턴 또한 배우이다.
뉴욕 대학교 티시 예술대학의 파인 아트디자인 학사과정(BFA)에서 연기를 전공했다.

## 경력

### 연극
2007년, 워터스턴은 줄리안 쉐퍼드의 연극 《로스 앤젤레스》 무대에 섰다. 2008년, 아담 랩의 연극 《카인드네스》에서 연기했다. 2011년, 오프 브로드웨이 연극 《배철러레트》에서 제나 역핲을 맡았으며, 같은 해 연극 《벚꽃 동산》에서 아냐 역할을 연기했다. 그리고 아담 랩의 연극 《드림스 오브 플라잉, 드림스 오프 펄링》무대에도 섰다.

## 출연 작품

### 영화
| 년도 | 제목                                                                               | 역할                     | 참고            |
| ---- | ---------------------------------------------------------------------------------- | ------------------------ | --------------- |
| 2006 | 오르키드 Orchids                                                                   | 베아트리체               | 단편 영화       |
| 2007 | 마이클 클레이튼 Michael Clayton                                                    | 써드 이어                | 장편영화 데뷔작 |
| 2007 | 베이비시터 The Babysitters                                                         | 셜리 리너                |                 |
| 2008 | 굿 딕 Good Dick                                                                    | 캐서린                   | 카메오          |
| 2009 | 테이킹 우드스탁 Taking Woodstock                                                   | 페니                     |                 |
| 2011 | 이트 Eat                                                                           | 클에어                   | 단편 영화       |
| 2011 | 엔터 노웨어 Enter Nowhere                                                          | 사만다                   |                 |
| 2012 | 로봇 앤 프랭크 Robot & Frank                                                       | 샵걸                     |                 |
| 2012 | 빙 플린 Being Flynn                                                                | 사라                     |                 |
| 2012 | 더 레터 The Letter                                                                 | 줄리                     |                 |
| 2012 | Ástarsaga                                                                          | 솔란지                   | 단편 영화       |
| 2012 | 더 팩토리 The Factory                                                              | 로런                     |                 |
| 2013 | 올모스트 인 러브 Almost in Love                                                    | 룰루                     |                 |
| 2013 | 어둠 속에서 Night Moves                                                            | 앤                       |                 |
| 2013 | 엘리노어 릭비: 그 여자 The Disappearance of Eleanor Rigby: Her                     | 찰리                     |                 |
| 2014 | 맨하탄 로맨스 Manhattan Romance                                                    | 칼라                     |                 |
| 2014 | 글래스 친 Glass Chin                                                               | 패트리샤 페탈스 오'닐    |                 |
| 2014 | 인히어런트 바이스 Inherent Vice                                                    | 섀스타 페이 헵워스       |                 |
| 2015 | 지상의 여왕 Queen of Earth                                                         | 버지니아                 |                 |
| 2015 | 슬리핑 위드 아더 피플 Sleeping with Other People                                   | 엠마                     |                 |
| 2015 | 스티브 잡스 Steve Jobs                                                             | 크리산 브레넌            |                 |
| 2016 | 신비한 동물사전 Fantastic Beasts and Where to Find Them                            | 포펜티나 "티나" 골드스틴 |                 |
| 2017 | 에이리언: 커버넌트 - 프롤로그- 라스트 서퍼 Alien: Covenant - Prologue: Last Supper | 다니엘스 "다니" 브랜슨   | 단편 영화       |
| 2017 | 에이리언: 커버넌트 Alien: Covenant                                                 | 다니엘스 "다니" 브랜슨   |                 |
| 2017 | 로건 럭키 Logan Lucky                                                              | 실비아 해리슨            |                 |
| 2017 | 커런트 워 The Current War                                                          | 마거리트 어스킨          |                 |
| 2017 | 플루이딕 Fluidic                                                                   |                          |                 |
| 2018 | 스테이트 라이크 슬립 State Like Sleep                                              | 캐서린 그랜드            |                 |
| 2018 | 미드 90 Mid-90s                                                                    | 데브니                   |                 |
| 2018 | 신비한 동물들과 그린델왈드의 범죄 Fantastic Beasts: The Crimes of Grindelwald      | 포펜티나 "티나" 골드스틴 |                 |
| 2019 | 아문센 Amundsen                                                                    |                          |                 |
| 2020 | 더 월드 투 컴 The World to Come                                                    | 에비게일                 |                 |
| 2022 | 신비한 동물들과 덤블도어의 비밀 Fantastic Beasts: The Secrets of Dumbledore        | 포펜티나 "티나" 골드스틴 |                 |
| 2022 | 바빌론 Babylon                                                                     | 에스텔                   |                 |

### 텔레비전
| 년도      | 제목                               | 역할        | 참고       |
| --------- | ---------------------------------- | ----------- | ---------- |
| 2012–2013 | 보드워크 엠파이어 Boardwalk Empire | 엠마 헤로우 | 5 에피소드 |

### 연극
| 년도 | 제목                                                                    | 역할        | 극장/장소              | 참고 |
| ---- | ----------------------------------------------------------------------- | ----------- | ---------------------- | ---- |
| 2008 | 카인드네스 Kindness                                                     | 프란시스    | 플레이라이트 호리즌스  |      |
| 2010 | 배철러레트 Bachelorette                                                 | 게나        | 매긴/카잘 씨어터       |      |
| 2011 | 드림스 오프 플라잉, 드림스 오프 펄링 Dreams of Flying Dreams of Falling | 코라 캐보트 | 클래식 스테이지 컴퍼니 |      |
| 2012 | 벚꽃 동산 The Cherry Orchard                                            | 안아        | 클래식 스테이지 컴퍼니 |      |

## 수상 및 후보
| 년도 | 상                           | 부문                           | 작품              | 결과 | 출처   |
| ---- | ---------------------------- | ------------------------------ | ----------------- | ---- | ------ |
| 2014 | 새틀라이트상(국제비평가협회) | 영화 부문 여우조연상           | 인히어런트 바이스 | 후보 |        |
| 2014 | 토론토 영화 비평가 협회      | 최우수 여우조연상              | 인히어런트 바이스 | 후보 |        |
| 2014 | 빌리지 보이스 필름 폴        | 최우수 여우조연상              | 인히어런트 바이스 | 후보 |        |
| 2014 | 인디와이어 크리틱스 폴       | 최우수 여우조연상              | 인히어런트 바이스 | 후보 |        |
| 2014 | 골든 쉬모우 어워드           | 올해의 최우수 T&A상            | 인히어런트 바이스 | 후보 |        |
| 2015 | 인디펜던트 스피릿 어워드     | 로버트 앨트먼상                | 인히어런트 바이스 | 수상 |        |
| 2015 | 덴버 영화 비평가 협회        | 최우수 여우조연상              | 인히어런트 바이스 | 후보 |        |
| 2015 | 어워드 서킷 커뮤니티 어워드  | 최우수 앙상블 캐스팅상         | 스티브 잡스       | 후보 |        |
| 2016 | 골든 더비 어워드             | 최우수 앙상블 캐스팅상         | 스티브 잡스       | 후보 |        |
| 2016 | 클로트루디스 어워드          | 최우수 여우조연상              | 지상의 여왕       | 후보 |        |
| 2017 | 틴 초이스 어워드             | 초이스 무비: 판타지 여자배우상 | 신비한 동물사전   | 후보 | [ 10 ] |